# Ледбеллі
Га́дді-Вільям Ледбе́ттер (англ. Huddie William Ledbetter; відомий як Лед Бе́ллі (більш коректне написання призвіська) або Ледбе́ллі (англ. Lead Belly, Leadbelly), 15 січня 1888, Мурінгспорт, Луїзіана, США — 6 грудня 1949, Нью-Йорк, США) — американський співак, композитор-пісняр, гітарист, легендарний виконавець блюзів, чий вплив на наступних музикантів визнається величезним. Є версія, що прізвисько «Лід беллі»(букв. Свинцевий живіт) він отримав за силу та витривалість.
Лід Беллі знав практично всі пісні свого часу, які мали якесь відношення до репертуару чорних музикантів взагалі і блюзу зокрема: від європейських балад до гангстерських блюзів, від робочих пісень до напівцерковних піснеспівів, від тюремних до ковбойських. Основу його творчості складали все ж народні пісні темношкірого населення (святкові танцювальні та робочі ритмічні).

## Біографія

### Молоді роки
Гадді-Вільям Ледбеттер народився 15 січня 1888 (за іншими даними — 29 січня 1885) на плантації неподалік від Шрівпорт а (Shreveport, штат Луїзіана), в місці, де сходяться кордони трьох штатів: Техасу, Луїзіани та Арканзасу. Коли йому було 5 років, вся сім'я переїхала в Лейх (штат Техас, недалеко через кордон).
Гадді ріс надзвичайно сильним: гнув підкови голими руками, збирав бавовну за день більше односельців, любив міцні напої, хорошу бійку і молодих дівчат. Його сім'я була не так вже бідна, в Луїзіані всі її члени збирали бавовну на чужих плантаціях, а переїхавши в Техас, мала власну землю.
Гру на акордеоні він вивчів ще в ранньому дитинстві у батька (Уес Ледбеттер, який був музикантом), на гітарі — у дядька (Террел Ледбеттер), а потім сам освоїв фортепіано, мандоліну і губну гармошку (в ті роки гітара майже не використовувалася для швидких активних пісень, бо видавала тільки дуже тихі звуки — пізніше з'явилися металеві мексиканські і гавайські гітари, котрі не заглушалися звуком танцю). Голосом природа його теж не обділила (у нього був потужний баритон).
У віці 15 років у Гадді Ледбеттера народилася дитина, через рік — ще один. Це не сильно сприяло його авторитету в сільському суспільстві, і він відправився шукати щастя в іншому місці. На початку століття він об'їздив всю Луїзіану і Техас, вивчивши і придумавши багато пісень, і зупинив свій музичний вибір на 12-струнної гітарі, що стала «його» інструментом в очах нащадків. Час від часу він заробляв звичайною роботою (збирача бавовни, вантажника, лісоруба тощо), але частіше грав і співав. Один раз він серйозно захворів, і йому довелося тимчасово повернутися в будинок батьків — в цей час він перший раз одружився.
В Далласі він зустрівся зі Сліпим Лемон Джефферсоном, якому спочатку акомпанував на концертах, і з яким вже незабаром виступав дуетом на рівних. Джефферсон був молодший його, але набагато ширше відомий, він першим з чорних виконавців зробив достатньо записів, щоб продати мільйон пластинок — але недостатньо для того, щоб забезпечити себе (він помер у бідності, замерзлий до смерті в заметіль). Вже в 1940-і роки Лід Беллі присвятив Джефферсону пісню, в якій згадував той час.

### Каторга
В 1916 дует розпався через те, що Лед Беллі потрапив до в'язниці за бійку. Батьки Вес і Саллі Ледбеттер заклали свою зароблену довгими роками збиральництва бавовни ферму, щоб найняти адвоката, який добився невеликого терміну в три місяці. Ледбеллі не відсидів навіть цей строк і втік — могутнє здоров'я дозволило йому бігти швидше та довше тюремних собак, і його не наздогнали. Він знову повернувся додому, де відсиджувався в сараї на фермі батьків, поки батько не послав його в Новий Орлеан. Це місто не сподобався Лід Беллі, він переїхав незабаром у Де Кальб (De Kalb) на північному сході Техасу (біля кордону з Арканзасом), де і «ліг на дно», живучи у родичів і працюючи на фермі. Пару років він прожив, зрідка виступаючи під псевдонімом Волтер Бойд (англ. Walter Boyd). У 1918-у році Бойд вплутався в бійку і був звинувачений у вбивстві якогось Вілла Стаффорда, далекого родича Лед Беллі, якому хтось вистрілив в голову (до останніх днів Лед Беллі запевняв, що це був не він). Бойда заарештували і він (саме під цим ім'ям) сів за вбивство в Техаську в'язницю Harrison Country Prison на тридцять років.
Сім років Лед Беллі пропрацював, скутий одним ланцюгом з іншими каторжниками, і, ймовірно, саме в цей час отримав своє прізвисько. Він дійсно переносив тяготи каторги краще за інших, і продовжував співати — музичні інструменти було складно дістати, принаймні поки він не став улюбленим виконавцем наглядачів, а ось ритмічних робочих пісень він знав достатньо, а які не знав — тут же вивчив. Його батько, Вес Ледбеттер, спробував викупити Бойда на свободу, але у нього не вистачило грошей на хабарі; через деякий час він помер. Коли тюремні охоронці стали частіше просити Лід Беллі заспівати спеціально для них, а потім і техаський губернатор слухав його під час частих службових візитів, Волтер Бойд став місцевою знаменитістю. Він негайно скористався цим шансом і написав пісню «Губернатор Пат Нефф», в якій просив губернатора про помилування, і заспівав її під час його чергового візиту:
Please, Governor Neff, Be good 'n kind

Have mercy on my great long time…

I don't see to save my soul

If I don't get a pardon, try me on a parole…

If I had you, Governor Neff, like you got me

I'd wake up in the mornin' and I'd set you free
План спрацював, хоча Пат Нефф не так давно зайняв місце іншого губернатора, прибраного у зв'язку зі скандалом про помилування, і у своїй виборчій кампанії клявся, що нікого амністувати не буде. Лід Беллі повернувся до Луїзіани, де деякий час працював шофером вантажівки, часто граючи в громадських місцях, заробляючи цим на випивку і жіночу увагу. Одного разу під час виконання пісні «Mister Tom Hughes's Town», коли Лід Беллі грав занадто захоплено, на нього напали двоє, один з яких ударив його ножем по горлу, а другий спробував вистрілити з пістолета. Лід Беллі, висмикнувши ніж з шиї, відібрав пістолет і прогнав одного нападника, а іншого застрелив. Коли він прийшов у поліцію, стікаючи кров'ю, щоб віддати пістолет, йому там м'яко натякнули, щоб більше в їхній район грати не приходив. Цей епізод детально описується словами самого Лід Беллі в книзі Джона Ломакса «Негритянські народні пісні…»
Було ще кілька подібних епізодів і невеликих сутичок з законом, але до 1930го року все обходилося. Про те, що саме сталося потім, єдиної думки немає: сам Лід Беллі розповідав, що він спробував вкрасти віскі в барі і побився з шістьма білими; інша версія говорить про те, що шестеро білих причепилися до того, що він прийшов на концерт Армії Спасіння і там танцював під музику. Підсумком стало те, що Лід Беллі за спробу вбивства на 10 років сів у в'язницю Louisiana State Penitentiary.

### Ангола та Ломакс

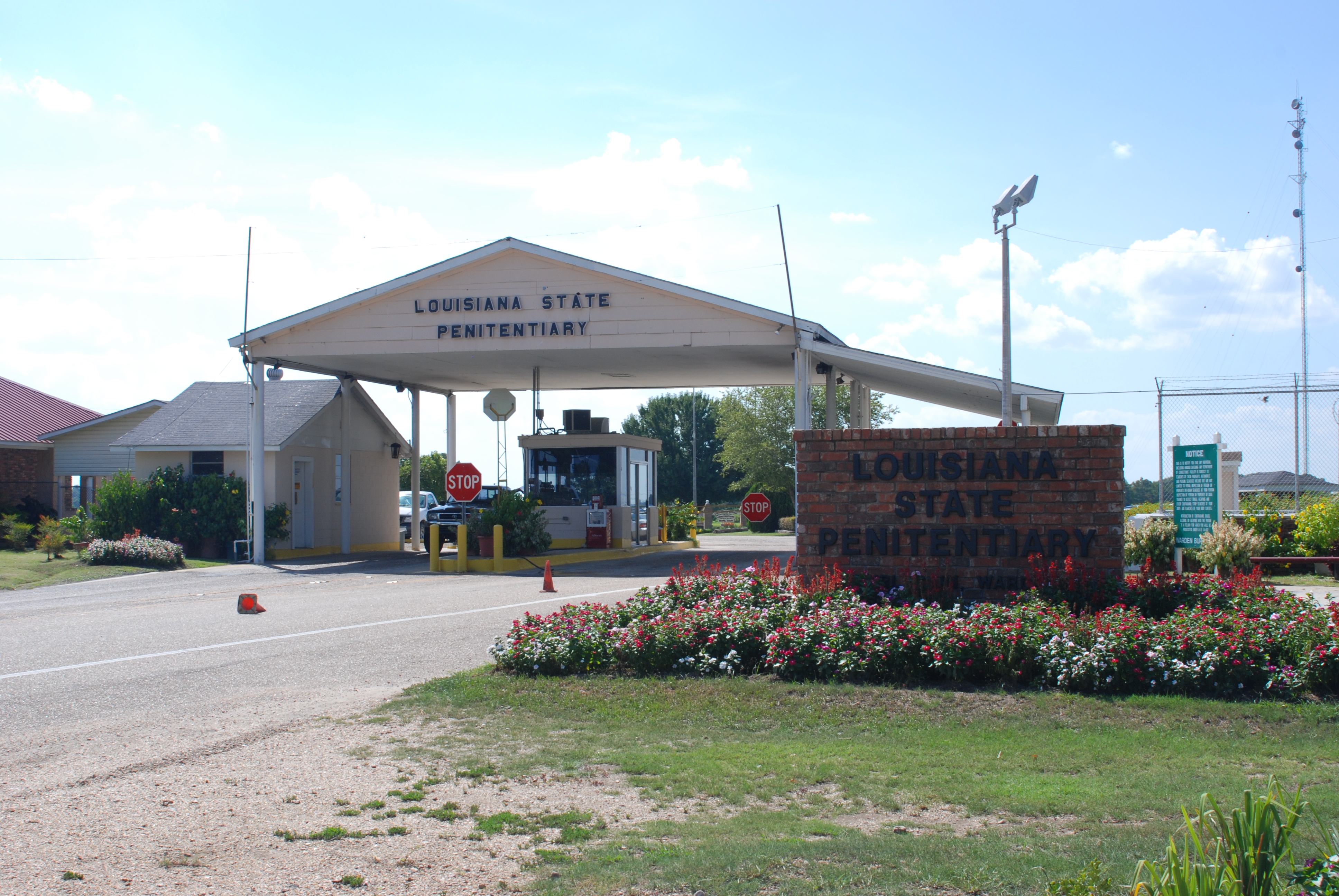
Луїзіанська каторжна тюрма

Умови проживання в таборі були дуже суворі, кілька разів Лід Беллі потрапляв під покарання (прочуханку) за дрібні провини, але потім пристосувався, прогнувся під систему і, судячи за збереженими документами, обіймав різні посади, що вимагають довіри (при пранні та їдальні).
У липні 1933 року в Анголу приїхав Джон Ломакс, відомий шукач і збирач американської народної музики (один з перших), і записав Лід Беллі (вже абсолютного віртуозу гри на 12-струнної гітарі, який знав близько півтисячі своїх, чужих і народних пісень) для Бібліотеки Конгресу. Ломакс не вірив своєму щастю і через кілька місяців повернувся з новим обладнанням (механізм для запису на диски з алюмінію займав майже цілу машину), щоб записувати ще і ще. Лід Беллі вхопився за цей шанс, і одна з пісень була звернена до Луїзіанського губернатору (О. К. Аллена), і незабаром Лід Беллі знову вийшов на свободу. (Пізніше знайшлися свідчення того, що його збиралися в будь-якому разі випускати за хорошу поведінку та в зв'язку з економією під час Великої депресії).
Він розшукав Ломакса і, віддячивши його, став його невідкладним шофером, охоронцем і виконавцем. Вони продовжили подорож по тюрмах різних штатів, в кожній з яких Ломакс робив записи, а Лід Беллі розширював свій і без того не маленький репертуар. Багато пісень він «згадував», тут же виконуючи трохи по-своєму, і розповідав, як він чув їх сам у дитинстві від дядька, батька чи матері.
Повернувшись до Нью-Йорку, вони намагалися створити пару комерційних записів (як з числа зроблених на місцях, так і з нового матеріалу самого Лід Беллі), але без особливого успіху. Багато з тих записів збереглися до наших днів. У ті роки, незважаючи на активну рекламу (наприклад, щотижневі виступи по радіо), пісні Лід Беллі продовжували вважатися старомодними. Тим не менш, Ломакс, мав зв'язки в академічному середовищі (він закінчував Гарвард), організовував виступи Лід Беллі для музикознавців, для яких носій пісень початку століття був цінною знахідкою. У ті ж роки була написана книга Джона Ломакса «Негритянські народні пісні у виконанні Лідбеллі», докладно розповідає про життя Хадді Ледбеттера в перспективі американського фольклору.

### Після Ломакса

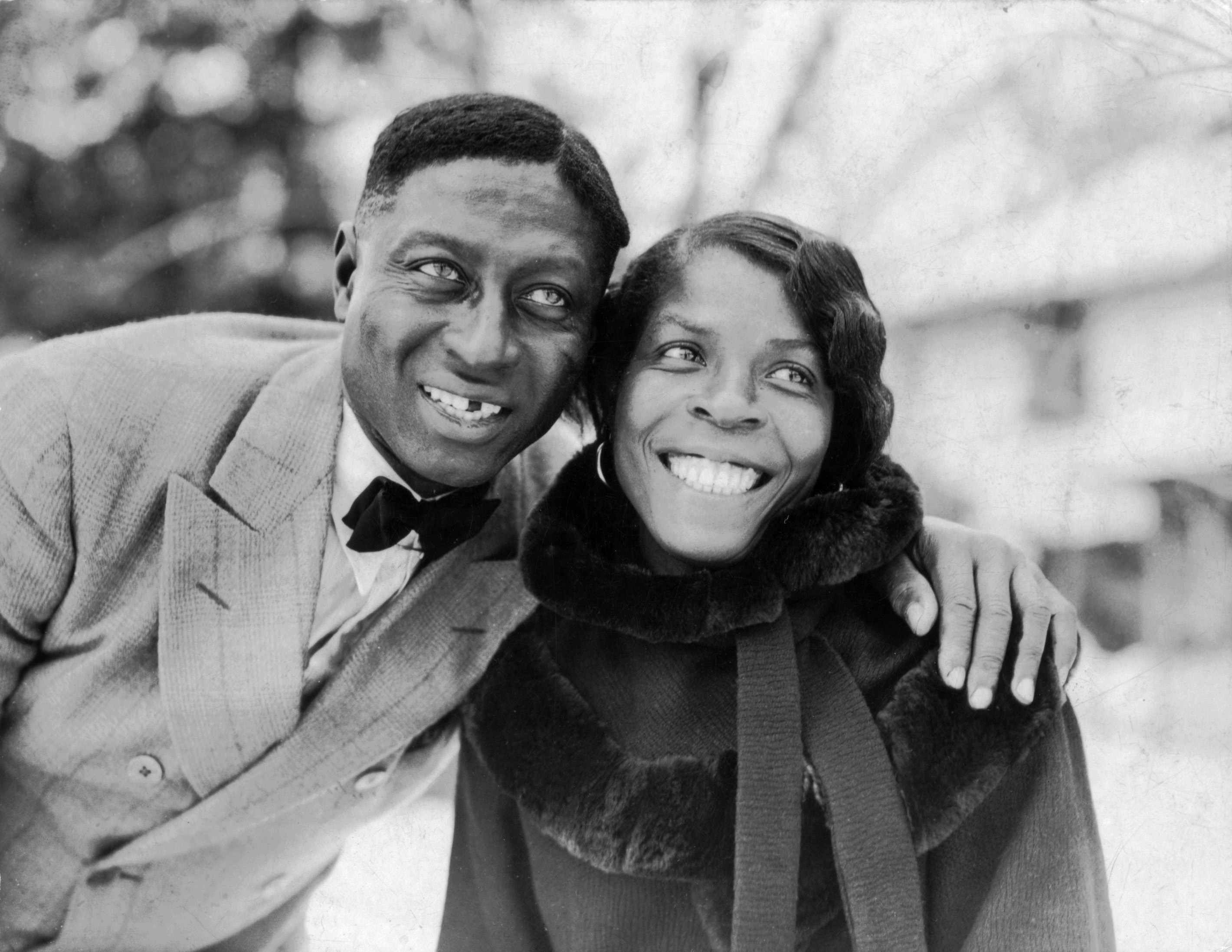
Лід Беллі та Марта Проміс Ледбеттер. Вілтон, Коннектикут. Лютий 1935

У 1935 році Ломакс і Лід Беллі розлучилися, перший поїхав до Техасу закінчувати книгу, другий спочатку з новою дружиною (Мартою Проміс) поїхав до Луїзіани, потім в 1936-у році повернувся в Нью-Йорк, де без допомоги Джона Ломакса справи пішли гірше. Інтерес публіки в першу чергу був до джазу і свінгу, а не до блюзу і народної музики. Ним зацікавилися ліві активісти (Мері Барнікл та інші), і він записав кілька пісень, трохи переробивши їх текст, переставляючи акценти.
У 1939 році Лід Беллі, вже перебуваючи у поважному віці, відсидів ще раз кілька місяців за бійку (цього разу з чорним, причини бійки залишилися невідомі), вирішивши не зв'язуватися з апеляцією. Вийшовши на свободу, силач ще десять років продовжував вести розгульний спосіб життя в Нью-Йорку, де спілкувався в числі інших з Сонні Террі і Брауні МакГі, Джошем Уайтом і Вуді Гатрі, залишаючись в хороших відносинах з сином Ломакса Аланом (продовжувач справи батька не здавався і продовжував записувати народну музику). Вуді Гатрі, відомий виконавець народної та «дорожньої» музики, тоді не був нікому знайомий, але зупинявся в Нью-Йорку у Лід Беллі і багато чому вчився у нього.
Час від часу Лід Беллі виступав на радіо (з дитячими та військовими піснями, блюз вже не користувався популярністю), записувався з новими знайомими, намагався долучитися до джазової музики, один раз з'їздив з концертами у Францію на початку 1949-го року. Кілька разів його записували на кіноплівку (збереглося близько півтори години кольорових записів з його участю).

### Смерть
6 грудня 1949 року Лід Беллі помер від бічного аміотрофічного склерозу.

### Спадщина
Через рік група The Weavers вивела його пісню «Goodnight Irene» на перше місце американського хіт-параду, і починаючи з цього моменту всі пісні Лід Беллі використовувалися дуже часто. Вони були розділені на дві нерівні групи: одна частина була популяризована насамперед Вуді Гатрі і дала початок стилям кантрі і фолк; друга частина за допомогою Тадж Махалу, Джона Лі Хукера, Сонні Террі та інших оформилася в східний блюз, а пізніше через Led Zeppelin і The Beatles стало фатумом. Всі ці події відносяться здебільшого вже до 1960-м рокам.
У рідному місті Лід Беллі, Шрівпорт, йому поставлений пам'ятник. В 1980-у році Лід Беллі увійшов в «Зал слави» Nashvile Songwriter Assiciation, в 1986-у — в Зала слави блюзу Blues Foundation, в 1988 — в ще більш знаменитий Зала слави рок-н-ролу.
Курт Кобейн виконав кавер-версію «Where Did You Sleep Last Night?» під час акустичного концерту Nirvana у Нью-Йорку в рамках шоу MTV Unplugged, також назвавши його «своїм улюбленим виконавцем». Ця запис присутній на альбомі MTV Unplugged in New York.

## Дискографія

### Записи Бібліотеки Конгрессу США
Записи Бібліотеки Конгресу США, зроблені Джоном і Аланом Ломакс, були видані (на 12 компакт-дисках) компанією Rounder Records:
- Midnight Special (1991)
- Gwine Dig a Hole to Put the Devil In (1991)
- Let It Shine on Me (1991)
- The Titanic (1994)
- Nobody Knows the Trouble I've Seen (1994)
- Go Down Old Hannah (1995)

### Folkways Records
Folkways випустили записи, які були зроблені в 1941—1947 роках:
- Where Did You Sleep Last Night — Lead Belly Legacy Vol.1 (1996)
- Bourgeois Blues — Lead Belly Legacy Vol.2 (1997)
- Shout On — Lead Belly Legacy Vol.3 (1998)

Також на Smithsonian Folkways були випущені тематичні збірники:
- Lead Belly Sings Folk Songs (1989)
- Lead Belly's Last Sessions (1994)
- Lead Belly Sings For Children (1999)
- Folkways: The Original Vision (Вуді Гатрі та Лід Белли) (2004)

### Інші видання
- Huddie Ledbetter Best (1989)  — фірма Capitol видавала пізні (1944) записи Лід Беллі, де він у тому числі грає регтайм на фортепіано.
- King of the 12-string Guitar (1991)  — студія Sony.
- Private Party November 21, 1948 (2000)  — містить записи зроблені на приватній вечірці в 1948 році.
- Take This Hammer (2003)  — 26 пісень, записаних для студії RCA в 1940 році.

## Основні пісні
- Midnight Special  (Опівнічний експрес) — тюремна пісня про відоме у вузьких колах повір'я, що якщо світло фар опівнічного експреса освітить когось крізь решітку, то його скоро випустять. Пісня вважається народною, раніше за Лід Беллі її виконував Сем Коллінз, після нього — дуже багато хто, включаючи Кріденс
- Julianne Johnson  (Джуліан Джонсон) — пісня лісорубів, виконувана великою групою під час роботи. Вперше записана в «Анголі», пізніше Лід Беллі додав пару строф про свою дружину (Марті Проміс).
- Pick a Bale of Cotton  (Зібрати стіг бавовни) — популярна пісня збирачів бавовни, під яку він легше збирається. Лід Беллі стверджував, що близько 1917-го року (до першого влучення у в'язницю) він дійсно на пару з дружиною збирав стіг бавовни в день (а це півтори тисячі фунтів, тобто майже 700 кг). Іншим відомим виконавцем цієї пісні був Джеймс Бейкер по кличці  Iron Head , якого Алан Ломакс теж записував у в'язниці Sugarland.
- Grey Goose  (Сірий гусак) — пісня-легенда, перероблена Лід Беллі з давньої англійської пісні (під гусьми метафорично розуміються витривалі афроамериканці).
- Stewball  — стара балада 1822року про скачки в Ірландії. Вважається, що вона була перероблена чорними музикантами під час Громадянської війни, і пізніше об'єдналася з баладою «Molly and Ten Brooks» про скачки у 1878 року в Луїсвіллі, штат Кентуккі. Ломакс називав її «прополювальної піснею» (за аналогією з «лісозаготівельні», «бавовназбирательнимі», «дорогоукладчуючими» та іншими трудовими піснями афроамериканців).
- Rock Island Line  (Дорога Кам'яного острову) — лісозаготівельна пісня із залізничним ухилом. Лід Беллі говорив, що вивчив її у в'язниці Арканзасу в якогось Келлі Пейса (Kelly Pace). Входила в репертуар виконавців як кантрі (Джонні Кеш), так і рок-н-ролу (Літтл Річард)
- Whoa Back Buck and Gee by the Lamb  (неперекладна гра слів) — пісня погоничів мулів, Лід Беллі вивчив її у свого дядька (який якраз був погоничем) в дитинстві і ввів в тюремний репертуар.
- Did not Ol 'John Cross the Water?' '(Хіба старий Джон не переплив воду?) — пісня збирачів бавовни, яку Лід Беллі вивчив в одній з в'язниць південній Каліфорнії в 1934-у (коли був шофером Ломакса).
- Can not You Line 'em' '(«вирівнюй як слід!») — пісня рейкоукладачів про те, що їхня робота важче, ніж Мойсея, що розсовує води Червоного моря. Автором Ломакс записав Генрі Трувільйон (Henry Truvillion), у дорожнього бригадира, знайденого ним десь в Техасі.
- Take This Hammer  (Візьми кувалду) — народна пісня, широко відома на південному сході США серед як білих, так і афроамериканців. Версія Лід Беллі базується на записі укладеного з Вірджинії на ім'я Кліфтон Райт (Clifton Wright).
- Ham'en Eggs  (Яєчня з шинкою) — інша пісня про кувалду, під яку в штаті Теннессі ув'язнені кришать камінь.
- Alabama Bound  (Прямую до Алабами) — здається, єдина пісня, що була вивчена по нотах (видавалася в 1909 р. в Новому Орлеані). Втім, Лід Беллі змінив у ній багато слів.
- You Can not Lose-a-Me Cholly  (Чолла, ти від мене так просто не позбудешся) — улюблена пісня Лід Беллі, одна з перших записаних, була перероблена автором зі старої пісні в стилі менестрелів, що виконується на банджо і скрипці. «Чолла» — ім'я «Чарлі» у вимові Лід Беллі.
- Alberta  (Альберта) — представник польових негритянських пісень (field holler), яку співають великою компанією без акомпанементу.
- Easy Rider  (Безтурботний їздець) — техасська народна пісня, у версії Лід беллі наближається до «Corrina Blues» Сліпого Лемона Джефферсона.
- I'm on My Last Go Round  (Мій останній обхід),  Fannin Street  (Вулиця Феннін),  Mister Tom Hughes 'Town' '(місто містера Тома Хьюса) — різні версії власної пісні Лід Беллі про свою молодість, про Шрівпорт, його головну вулицю і його шерифа.
- In The Pines  (В соснах) *. Відома також як  Where Did You Sleep Last Night?  (Де ти спала цієї ночі?).
- Worried Blues  (Тривожний блюз) — версія для солюючої гітари старої пісні «Fort Worth and Dallas Blues», яку Сліпий Лемон Джефферсон і Лід Беллі часто грали дуетом.
- Do not You Love your Daddy No More?  (Невже ти більше не любиш татуся?) — Лід Беллі перейняв цю пісню у 1928-у від Лероя Карра
- Gallows Pole  (Шибенична петля) — стара європейська балада, переінакшена Лід Беллі на негритянсько-блюзовий лад, в якій засуджений на смертну кару по черзі запитує у всіх членів сім'ї, чи є у них гроші його викупити. В одному з варіантів Лід Беллі навіть називає приблизну суму: 20-30 доларів було достатньо, щоб підкупити ката і замінити повішення відпусканням на поруки.